# シンシア・ラスター
シンシア・ラスター（Cynthia Luster、1963年12月31日 - ）は、日本のアクション女優である。アジア各地で活躍した後、現在は福岡に活動拠点を移している。
日本での芸名は大島 ゆかり（おおしま ゆかり）。福岡県福岡市西区出身。総合学園ヒューマンアカデミー福岡校の特別顧問を務めている。既婚。

## 経歴
中学の時に器械体操、中学3年生の時に剛柔流空手を学ぶ。体育教師を志して日本体育大学女子短期大学部体育学科に進学した。在学中、たまたま友達に誘われて行った映画『ヤングマスター 師弟出馬』を観て衝撃を受け、ユン・ピョウに憧れスタントの道を志す。当時バイトしていた喫茶店の常連客が昔アクションを志した人で、その人物にジャパン・アクション・クラブ（JAC）を紹介してもらう。その感謝の意を込めて、その人物の苗字である「大島」の芸名を名乗る。1984年の『超電子バイオマン』のファラキャット役で注目を集めた。
JACを脱退後、アクションの修行を積みながら香港映画に出演する機会を窺い、ユン・ピョウ主演の『冒険活劇 上海エクスプレス』の出演オーディションに合格する。香港映画を熱愛するきっかけとなったユン・ピョウに対する思いの丈を手紙にしてプロデューサーに送りつけたという。彼女の夢を叶えてあげようではないかということで採用され、ユン・ピュウとの共演と香港映画出演という二つの夢を同時に叶えてしまう。劇中でのアクションが高い評価を受け、これを機に活動拠点を香港に移し、ジャッキー・チェンの事務所・アーティストキャンパスに所属しアクション女優として数多くの香港映画に出演する。これにより香港映画界のスターとなった。実際はしていないが、1991年、香港の俳優マーク・チェンと結婚したとされている。同じく俳優である高飛との再婚の事実もない。
1997年に活動拠点をフィリピンに移す。香港では大島由加里の芸名で活動していたが、このころからシンシア・ラスターの別名でクレジットされるようになった（本人が知らないうちに名付けられていたという）。彼女はフィリピンにおいても国民的なスターとなっている。加えてマレーシア、タイ、ベトナムなど、アジアで幅広く活動を続けていた。出演した映画は約80本、主演作品は約70本を数えている。
1998年、撮影中の事故で負傷したのをきっかけとして帰国して以降は故郷の福岡を活動拠点としている。香港に移住した後は日本での芸能活動は皆無に等しかったが、帰国後の2004年には庵野秀明監督作品『キューティーハニー』で武術指導を担当するなど、近年は日本での芸能活動も再開している。故郷福岡で、自ら考案した「武術舞（ウースーウー）」というエクササイズを主婦やOL中心に広めている。また福岡発アジアをテーマにLAS（ラスターアクションスクール）を設立し、プロを目指すアクション俳優を育成している。総合学園ヒューマンアカデミー福岡校で特別顧問を務め、アクション俳優を養成する全日制のアクションスクール「エンターテインメントラボ Luster Pro.研修コース」を開講した。2013年4月に開催された第1回ジャパンアクションアワードにおいてベストアクション女優賞ならびに特別アクション功労賞を受賞した。
2014年には主演作約70本という実績に加え、故郷福岡での映画誘致活動や後進の育成の実績を評価されて福岡市文化賞を受賞。
2015年4月からRKB毎日放送『サンデーウォッチ』のコメンテーターを務める。

## 主な出演および関与作品

### テレビ
- 宇宙刑事ギャバン（1982年、テレビ朝日） - スーツアクター（ダブルガール[7]）
- 科学戦隊ダイナマン（1983年、テレビ朝日） - アクション吹き替え、第28話
- 超電子バイオマン（1984年、テレビ朝日） - ファラキャット 役
- 宇宙刑事シャイダー（1984年、テレビ朝日） - 富子 役
- スケバン刑事II 少女鉄仮面伝説（1986年、フジテレビ） - 鈴木ミナ子 役
- パ★テ★オ（1992年、フジテレビ） - スー・ティエン 役
- ジャッキー・チェンを超えたい 香港の日本人アクション女優奮闘記（テレビ東京）
- 東南アジアNO.1女優　故郷博多に帰る
- 聖龍伝説（1996年、日本テレビ） - 翔影 役
- マスク・ド・ママ（1997年、フジテレビ）
- 熱血チャレンジ宣言'97（1997年、フジテレビ）
- 天使からの贈り物　ベトナムジュンコスクール奮闘記（2000年、テレビ西日本）

大江千里と共演（ちなみに大江とは「緊急呼出し エマージェンシー・コール」でも共演している）
- アクション女優、シンシアラスター／大島由加里のアジア縦横無尽（2000年、RKB毎日放送）
- オールドディック（2001年、RKB毎日放送） - アクション指導
- グラン・ジュテ(2012年、NHK Eテレ）
- 先輩ROCK YOU(2012年、日本テレビ）
- 元気by福岡(2015年、RKB毎日放送）
- サンデーウォッチ(2015年、RKB毎日放送） - コメンテーター
- 爆報! THE フライデー(2015年、TBSテレビ）
- 陸海空 地球征服するなんて（2018年6月23日、テレビ朝日） - 世界で有名な日本人ベスト10、フィリピン編の第5位として紹介された。
- 激レアさんを連れてきた。（2019年10月5日、テレビ朝日）

### 映画
- 冒険活劇 上海エクスプレス（1986年） - 日本人特使 役
- 妖魔伝（1988年）
- 天使行動（1989年）
- The Outlaw Brothers（1990年） - 武術指導（ジャッキーチェンと共同）
- RIKI-OH/力王（1991年） - 黄泉 役
- プロジェクトS（1993年） - 日本人テロリスト 役
- 死闘伝説 ベスト・オブ・アクション（1993年）
- 緊急呼出し エマージェンシー・コール（1995年） - ファラ 役
- 悪漢列伝（1995年）
- 博多ムービー ちんちろまい（2000年） - フェイ・イエン 役
- ナトゥ 踊る!ニンジャ伝説（2000年） - キョウコ 役
- キューティーハニー（2004年） - 武術指導
- 深い衝撃（2005年、自主制作）
- 女ドラゴンと怒りの未亡人軍団（2011年）